# Solpuga alstoni
Solpuga alstoni är en spindeldjursart som beskrevs av William Frederick Purcell 1902. Solpuga alstoni ingår i släktet Solpuga och familjen Solpugidae. Inga underarter finns listade i Catalogue of Life.